# Scorpiops leptochirus
Espèce
Scorpiops leptochirus est une espèce de scorpions de la famille des Scorpiopidae.

## Distribution
Cette se rencontre au Bangladesh et en Inde en Assam et au Meghalaya,.

## Description
L'holotype mesure 49,5 mm.
Scorpiops leptochirus mesure de 40 à 58 mm.

## Publication originale
- Pocock, 1893 : « Notes on the classification of Scorpions, followed by some observations upon synonymy, with descriptions of new genera and species. » Annals and Magazine of Natural History, sér. 6, vol. 12, p. 303–330 (texte intégral).